# Orthogonia semigrisea
Orthogonia semigrisea là một loài bướm đêm trong họ Noctuidae.